# Thorsten Persson
Thorsten Arne Olof Persson, född 4 augusti 1948, är en svensk fotograf.
Persson har sina rötter på Österlen.
Thorsten Persson arbetar med konstfotografi, böcker, tidskrifter, videofilm samt turistbroschyrer, bland annat Österlenbroschyren som 2004 blev utsedd till Sveriges bästa turistbroschyr.
Persson arbetar sedan 1967 som pressfotograf på Ystads Allehanda. Han bor idag med sin familj i Sandhammaren på Österlen.

## Verksamhet
15 olika separatutställningar varav bland annat:
- 1989 – Den Fries Udstillning, Köpenhamn
- 2004 – Tomelilla Konsthall
- 2006 – Galleri Valfisken Simrishamn

5 olika samlingsutställningar varav bland annat:
- 2001 – Kvinnor och Kärlek på Österlen, Ragnar Pers i Gärsnäs
- 2006 – Militärmuseet i Ystad tillsammans med Gerhard Nordström
- 2007 – Galleri Järrestad 15

## Övriga produktioner
Persson har turnerat med Cornova Brass i bildspelsproduktionen "Vision i bild och ton"samt med Mare Balticum i konserten "Kronan - ett spel i ton ord och bild", båda producerade av Musik i Skåne.